# Bo Poraj
Pour les articles homonymes, voir Poraj.
Bo Poraj est un acteur britannique né en 1973, il est connu pour ses rôles à la télévision tel que dans la sitcom Miranda et The Musketeers.

## Jeunesse
Les parents de Poraj sont tous les deux polonais mais déménagèrent au Royaume-Uni avant sa naissance.

## Carrière
Entre 2012 et 2014, Poraj joua le rôle de Mike Jackford dans la sitcom Miranda. En 2013, il fait une apparition dans Vicious. En 2014, il joue le rôle de Bonacieux dans la série The Musketeers. 
Poraj a également écrit plusieurs épisodes de Doctors, et un épisode de EastEnders.

## Vie privée
Il vit à Leytonstone, avec sa femme Natasha Little, ils sont mariés depuis mai 2003 et ont 2 enfants : Gabriel (né en 2004) et Joel (né en 2009).

## Filmographie

### Cinéma
- 1996 : No Bananas : Witold Wesolowski
- 1997 : Underworld : Dr Stanforth
- 1997 : Caught in the Act : Tarquin
- 2001 : Enigma : Pinker
- 2004 : D-Day 6.6.1944 : Lt. George Lane
- 2004 : EastEnders : Andrew Warrick
- 2004 : NY-LON : Seth
- 2004 : The Queen of Sheba's Pearls : Professeur
- 2004 : Murder Prevention : James Gibson
- 2005 : The Search For The Northwest Passage : Capitaine Francis Crozier
- 2005 : The Inspector Lynley Mysteries : Martin
- 2006 : Alex Rider: Operation Stormbreaker : Soldat
- 2007 : Meurtres en sommeil : Viktor Cyrak
- 2007 : Holby City : Malcolm Stewart
- 2009 : Pirate Radio : Fredericks
- 2009 : The Thick of It : journaliste

### Télévision
- 1995 : The Thin Blue Line
- 1997 : Casualty : Peter Mitchell
- 1997 : Wycliffe : Richard Petheric
- 2003-2009 : Doctors : Paul Guillemot / Gordon Price / Lee Wharton
- 2003 : Assassinez Hitler : un agent polonais du SOE
- 2005 : The Golden Hour : Rick Peters
- 2012-2014 : Miranda : Mike Jackford
- 2013 : Vicious
- 2014-2015 : The Musketeers : Bonacieux